# Софијски метро
Софијски метро (буг. Софийско метро) је први и једини метро у Бугарској. Пуштен је у рад 28. јануара 1998 година. До 2025 године, он је имао укупну дужину од 52 км са 47 метро станица.
Метро се проглашава националним зајмом, што значи да се његова изградња финансира и из општинског и државног буџета, али и из европских фондова. Изградњу дела подземне жељезнице је финансирала јапанска JBIC. Један од најтежих делова метроа, под рушевинама древне Сердике, изградио је турски конзорцијум који је учествовао у изградњи подземне жељезнице у Истанбулу. Већина акција за проширење метроа укључује највећу хрватску компанију за изградњу путева, која се бави изградњом хрватских аутопутева.
Током 20 година од отварања метроа, уведене су две линије, а трећа је у изградњи и очекује се да ће делимично бити оперативна 2019. године.
Непосредно након пуштања у рад треће линије планира се изградња још 17 станица метро, поред 12 које ће бити пуштене у рад 2019 године, а укупан број станица ће бити 64. На тај начин метро ће бити кориштен као главни превозни систем најмање половине становника Софије.
За сада се не планира кружни метро. Станица Националне палате културе, у којој је председништво Савета Европске уније имаће четири нивоа. Три станице ће бити на два нивоа због пресека линија и још једна на три. Трећа линија метроа ће бити потпуно аутоматизована, а возове ће израдити Сименс. У целини, метро у Софији има руске објекте, укључујући и најсавременије, а извршни директор Метрополитан (Стојан Братоев) дипломирао је у Санкт Петербургу.
26. августа 2020. године, након отварања линије број 3 (М3), линија број 2 (М2) у деоници „Сливница“ - „Младост 1“, која иде паралелно са линојом број 1 (М1), промењена је у линију број 4 (М4).

## Историја
Планирана од 60-их, изградња метроа је почела 80-их година рушењем значајног броја зграда. Почетком 90-их, изградња је обустављена због недостатка средстава и сложености грађевинских радова. Као један од најстаријих градова у Европи, Софија садржи многе историјске знаменитости испод својих централних делова. Докази антике могу се јасно видети на станици Сердика, која приказује богатство откривених трачких и римских рушевина. Током изградње огромног комплекса Националне палате културе, изграђене су две станице које су део линије М2 и њихови спојни тунели.
Изградња система је почела од руте која има највећи обим путничког саобраћаја, достижући 38000 у шпицу.

## Линије
| Линија  | Отворена | Дужина  | Број станица | У изградњи | Станице у изградњи | Планирана дужина | Планиране станице |
| ------- | -------- | ------- | ------------ | ---------- | ------------------ | ---------------- | ----------------- |
|         | 1998 г.  | 14,8 км | 16           | 0 км       | 1                  | 17,7 км          | 19                |
|         | 2012 г.  | 11,4 км | 13           | 0 км       | 0                  | 18 км            | 18                |
|         | 2020 г.  | 11,8 км | 12           | 9 км       | 9                  | 17,8 км          | 18                |
|         | 2015 г.  | 26,1 км | 20           | 0 км       | 0                  | 26,1 км          | 20                |
| Укупно: | Укупно:  | 52 км   | 61           | 9 км       | 10                 | 79,6 км          | 75                |

### Црвена линија (М1)
Прва деоница линије М1 дужине 6,5 километара, која се састоји од пет станица које повезују Булевар Сливница преко Љулина и Булевара К. Величкова, свечано је пуштена у рад 28. јануара 1998. Станица Опалченска је пуштена у рад 17. септембра 1999., а станица Сердика је пуштена у рад 31. октобра 2000., продужавајући укупну дужину система до 8,1 километара. Оперативна деоница линије је даље продужена деоницом дугачком 1,8 километара, која је стигла до стамбеног насеља Обеља у априлу 2003.
Продужење линије М1 настављено је 2005. са почетком изградње тунела и три станице које повезују Трг Свете Недеље и Интерпед Светски трговински центар у Изгреву (станица Фредерик Жолио-Кири). 2006. је почела изградња још једне деонице (која се састоји од 3,2 километра тунела и три станице) која повезује Изгрев и стамбено насеље Младост 1. Завршетак прве три станице планиран је за јесен 2007. године, али је због разних кашњења друга деоница са прве линије (стадион Васил Левски – Младост 1) први пут пуштена у рад 8. маја 2009. године, са радом на кратко време одвојено од северозападног дела линије. Преостала деоница између Сердике и станице стадиона Васил Левски коначно је пуштена у рад 7. септембра 2009.
Изградња деонице од Младост И до станице Бизнис парк Софија (2,62 километра (1,63 ми), са три нове подземне станице) почела је 25. априла 2013, а завршена је 8. маја 2015.

### Зелена линија (М3)
Планирано је да Линија М3 дужине 16 км повезује насеља Овча купел и Васил Левски, са укупно 16 станица, укључујући две трансфер станице у центру града, са остатком већ оперативне линије. Првих 8 станица на линији ушло је у промет 26. августа 2020, а још 4 станице 24. априла 2021.
Првобитни план је био да има 8 надземних и 11 подземних станица. Уговор о изради пројекта додељен је чешкој компанији Metroprojekt Praha a.s.
У марту 2014. расписан је тендер за изградњу централне деонице пруге. Деоница је дуга 7 km (4,3 mi) и обухвата 7 станица, од којих две прелазе на линије 1 и 2. Расписивањем тендера постало је јасно да су првобитни планови за 19 станица делимично измењени и 2 од станице, једна на Дојранском булевару и друга у улици Шипка, неће бити изграђене. Тунел централног дела ће се копати тунелобушилачком машином, док ће се изградња станица поверити другим предузећима. У јануару 2015. године расписан је тендер за 20 возова који ће опслуживати централни део пруге. Рад воза без возача, са степеном аутоматизације 3 (GoA 3), и врата са екраном на платформи ће обезбедити безбедност путника. За разлику од Линија 1, 2 и 4, где возови прикупљају енергију преко треће шине, возови на Линији 3 су опремљени пантографима.
Планирано је да трећа линија Софијског метроа има укупно 23 метро станице, и то: 16 метро станица за главну линију и 6 метро станица за слатински крак.

## Услуге
Цена појединачне карте је 1,60 лева, што је приближно 0,82 евра. Може се издати на благајни или на аутомату. Када се добије, појединачна карта мора бити валидована у року од 30 минута код валидатора. Доступне су и дневне и месечне картице.
Почевши од 1. новембра 2021., карта се може платити бесконтактном дебитном или кредитном картицом на свакој станици мреже. Поред тога, путници ће моћи да плаћају помоћу мобилног новчаника (Apple Pay, Google Pay итд.). Цена карте ће бити иста као и папирна карта (1,60 лева или ~0,82 евра), а износ који плаћа по дану ће бити максимално 4 лева (или око 2 евра), што је 3 путовања (прво и друго путовање ће коштати пуних 1,60 лева, 3. ће коштати 0,80 лева и свако путовање после ће бити де факто бесплатно). Максимум од 4 лева се ресетује сваког дана у 12 часова по локалном времену.

## Возни парк
Систем користи 3 типа возног парка.
Старије гарнитуре возова, типа 81-717/714.4, произвела је компанија Метровагонмаш у Русији. Испоручене су 1990. – око 8 година пре отварања прве секције система. 2020. прве гарнитуре возова овог типа су реновиране у 81-717/714.4k и пуштене у саобраћај.
Друга генерација возног парка, типа 81-740/741, такође је произведена од стране Метровагонмаша и испоручена између 2005. и 2013.
Трећа генерација возног парка, возови типа Siemens Inspiro 30, испоручене су између 2016. и 2021. и искључиво опслужују линију М3.

У јулу 2023. Шкода је добила уговор вредан 65 милиона евра за испоруку 8 климатизованих метро возова са четири вагона, који ће заменити тренутни Метровагонмаш. Планирано је да возови буду распоређени на линијама 1, 2 и 4. Испоруке се очекују 2026.
- 81-717/714
- 81-740/741
- Siemens Inspiro